# Sesfontein
Sesfontein este un oraș din Namibia.